# Yargo (Kombissiri)
Pour les articles homonymes, voir Yargo.
Yargo est une commune rurale située dans le département de Kombissiri de la province du Bazèga dans la région Centre-Sud au Burkina Faso.

## Santé et éducation
Le centre de soins le plus proche de Yargo est le centre de santé et de promotion sociale (CSPS) de Tuili.